# Самосверточный генератор
Самосверточный генератор — это генератор псевдослучайных чисел, который основан на идеи сверточного генератора. Однако в отличие от него самосверточный генератор использует только один регистор сдвига с линейной обратной связью.

## Алгоритм
Основным отличием алгоритма самосверточного генератора является рассмотрение выходных битов РСЛОС не по отдельности, а по парам. Пошагово алгоритм выглядит так:
1. Дважды запускаем РСЛОС, формируем пару из двух битов на выходе.
2. Если парой является '10', на выходе генератора - 0.
3. Если парой является '11', на выходе генератора - 1.
4. В противном случае на выходе ничего нет.
5. Возвращаемся к первому шагу.

## Взаимосоответствие со сверточным генератором
Утверждение №1. Самосверточный генератор может быть представлен, как сверточный генератор.

Доказательство. Пусть {\displaystyle a=(a_{0},a_{1},a_{2},...)} - последовательность длины N, сгенерированная РСЛОС, которая определяет выход самосверточного генератора. Тогда {\displaystyle (a_{0},a_{2},a_{4},...)}определяет наличие битов на выходе, а {\displaystyle (a_{1},a_{3},...)} определяет последовательность выхода. Обе последовательности могут быть сгенерированы двумя РСЛОС с начальными состояниями {\displaystyle (a_{0},a_{2},...,a_{2N-2})} и {\displaystyle (a_{1},a_{3},...,a_{2N-1})}. Таким образом самосверточный генератор может быть представлен сверточным генератором, у которого оба РСЛОС имеют одинаковую обратную связь.

Утверждение №2. Сверточный генератор может быть реализован как частный случай самосверточного генератора. 

Доказательство. Рассмотрим два РСЛОС с начальными последовательностями битов {\displaystyle b=(b_{0},b_{1},...)} и {\displaystyle c=(c_{0},c_{1},...)} с полиномами обратной связи {\displaystyle b(x)} и {\displaystyle c(x)} соответственно. Далее сформируем последовательность {\displaystyle a=(c_{0},b_{0},c_{1},b_{1},...)}. Если, например, в {\displaystyle c_{0}} (управляющая последовательность) находится 0, тогда на выходе самосверточного генератора ничего не будет. А если в {\displaystyle c_{0}} будет находиться 1, тогда на выходе будет {\displaystyle b_{0}}. Таким образом, выходы  сверточного и соответствующего ему самосверточного генератора будут одинаковы. Утверждение доказано.

## Период и линейная сложность
Утверждение №1. Пусть {\displaystyle a} - последовательность максимального периода, сгенерированная РСЛОС длины {\displaystyle N}. Пусть также {\displaystyle s} - последовательность на выходе самосверточного генератора. Тогда период {\displaystyle s} делится на {\displaystyle 2^{N-1}}. 

Пусть далее {\displaystyle a(N)} - максимальная последовательность на выходе самосверточного генератора РСЛОС длины N. Тогда справедливы:

Утверждение №2. Период {\displaystyle P} последовательности {\displaystyle a} удовлетворяет: {\displaystyle 2^{N-1}\geq P\geq 2^{[N/2]}}.

Утверждение №3. Линейная сложность последовательности {\displaystyle a} удовлетворяет неравенству:
{\displaystyle L>2^{[N/2]-1}}.

Согласно экспериментальным данным, период {\displaystyle P} всегда достигает максимального значения при N>3 

## Криптоанализ
Предположим, что известна последовательность {\displaystyle (s_{0},s_{1},...)} выхода самосверточного генератора. Бит {\displaystyle s_{0}} получен из пары {\displaystyle (a_{j},a_{j+1})}, где {\displaystyle j} - некоторый неизвестный индекс.Тогда {\displaystyle a_{j}=1}, а {\displaystyle a_{j+1}=s_{0}}. Для следующей пары битов {\displaystyle (a_{j+2},a_{j+3})} возможны три случая. 
1. {\displaystyle a_{j+2}=1,a_{j+3}=s_{1}}.
2. {\displaystyle a_{j+2}=0,a_{j+3}=0}.
3. {\displaystyle a_{j+2}=0,a_{j+3}=1}.

В двух последних случаях генерации {\displaystyle s_{1}} не происходит. Далее для каждых из трех случаев пара {\displaystyle (a_{j+4},a_{j+5})} образует три аналогичных случая. Таким образом, для восстановления {\displaystyle n} пар (то есть {\displaystyle 2n=N} битов) необходимо рассмотреть:
{\displaystyle S=3^{n-1}\approx 3^{N/2}=2^{((\log _{2}3)/2)N}=2^{0.79*N}} случаев

Необходимо учеть то, что варианты не являются равновероятными. Если предположить, что восстанавливаемая последовательность случайна, тогда вероятность того, что {\displaystyle P(a_{j+2}=1)=1/2}, а остальные два случая также равновероятны: {\displaystyle P(a_{j+2}=0,a_{j+3}=0)=P(a_{j+2}=0,a_{j+3}=1)=1/4}

Тогда информационная энтропия пары битов {\displaystyle (a_{j+2},a_{j+3})}:

{\displaystyle H=(-1/2)\log _{2}(1/2)-(1/4)\log _{2}(1/4)-(1/4)\log _{2}(1/4)=1.5}

Предполагая, что пары битов независимы между собой, общая энтропия будет равна {\displaystyle 3n/2}. Если использовать оптимальную стратегию для восстановления {\displaystyle N} бит, тогда средняя сложность будет равняться {\displaystyle 2^{0.75N}}

Если предположить, что известны некоторая последовательность на выходе генератора длиной {\displaystyle N} и полином обратной связи, тогда возможно уменьшить время атаки до {\displaystyle 2^{0.694N}} 

## Возможная реализация
Ниже приведен код возможной реализации на языке Python 3
```
# Регистр сдвига с обратной линейной связью

class
 
LFSR
():

        
def
 
__init__
(
self
,
f
,
initial_state
):

                
self
.
f
 
=
 
f
 
# Коэффициенты многочлена по убыванию степени

                
self
.
state
 
=
 
initial_state
 
# текущее состояние

        
# Вычисление нового элемента

        
def
 
new_elem
(
self
):

                
new_el
 
=
 
0

                
for
 
i
,
j
 
in
 
zip
(
self
.
f
,
self
.
state
):

                        
new_el
 
+=
  
int
(
i
)
*
int
(
j
)

                
return
 
str
(
new_el
%
2
)

        
# Выход регистра

        
def
 
get_output
(
self
):

                
last_elem
 
=
 
self
.
state
[
-
1
]

                
self
.
update_state
()

                
return
 
last_elem

        
# Обновление состояния

        
def
 
update_state
(
self
):
 
# 

                
self
.
state
 
=
 
self
.
new_elem
()
+
self
.
state
[:
-
1
]

# Самосверточный генератор

class
 
SelfShrinking
():

        
def
 
__init__
(
self
,
lfsr
):

                
self
.
lfsr
 
=
 
lfsr

        
# Выход генератора

        
def
 
get_output
(
self
):

                
fst_output
 
=
 
self
.
lfsr
.
get_output
()

                
snd_output
 
=
 
self
.
lfsr
.
get_output
()

                
pair
 
=
 
fst_output
 
+
 
snd_output

                
if
 
pair
 
==
 
'10'
:

                        
return
 
'0'

                
elif
 
pair
 
==
 
'11'
:

                        
return
 
'1'

                
else
:

                        
return
 
'N/A'

if
 
__name__
 
==
 
'__main__'
:

        
lfsr
 
=
 
LFSR
(
'10001110'
,
'10110110'
)

        
selfshr
 
=
 
SelfShrinking
(
lfsr
)

        
ITTERATIONS
 
=
 
20

        
for
 
i
 
in
 
range
(
ITTERATIONS
):

                
print
(
selfshr
.
get_output
())

```

## Пример
В качестве примера возьмем полином связи {\displaystyle x^{7}+x^{5}+x^{2}+x+1} и начальное состояние {\displaystyle 1110001}.
| Номер итерации | {\displaystyle x^{7}} | {\displaystyle x^{6}} | {\displaystyle x^{5}} | {\displaystyle x^{4}} | {\displaystyle x^{3}} | {\displaystyle x^{2}} | {\displaystyle x^{1}} | Выход РСЛОС | Выход генератора |
| -------------- | --------------------- | --------------------- | --------------------- | --------------------- | --------------------- | --------------------- | --------------------- | ----------- | ---------------- |
| 1              | 1                     | 1                     | 1                     | 0                     | 0                     | 0                     | 1                     | -           | -                |
| 2              | 1                     | 1                     | 1                     | 1                     | 0                     | 0                     | 0                     | 1           | -                |
| 3              | 0                     | 1                     | 1                     | 1                     | 1                     | 0                     | 0                     | 0           | 0                |
| 4              | 1                     | 0                     | 1                     | 1                     | 1                     | 1                     | 0                     | 0           | -                |
| 5              | 1                     | 1                     | 0                     | 1                     | 1                     | 1                     | 1                     | 0           | -                |
| 6              | 1                     | 1                     | 1                     | 0                     | 1                     | 1                     | 1                     | 1           | -                |
| 7              | 0                     | 1                     | 1                     | 1                     | 0                     | 1                     | 1                     | 1           | 1                |

После первых трех итераций на генератор подается пара битов {\displaystyle (1,0)}, которая согласно пункту 2 алгоритму преобразуется в {\displaystyle 0}. На пятой итерации на генератор подается пара битов {\displaystyle (0,1)}. Так как первый бит равен нулю, выход генератора не обновляется. На седьмой итерации на вход поступает пара {\displaystyle (1,1)}, которая согласно пункту 3 алгоритма преобразуется в {\displaystyle 1}.

## Обобщение самосверточного генератора
Существует обобщение бинарного самосверточного генератора. Рассматривается {\displaystyle p}-ичный РСЛОС длины {\displaystyle N} c начальным состоянием {\displaystyle (a_{0},a_{1},...,a_{N})}. На его выходе образуется последовательность чисел {\displaystyle a_{i}:p-1\geq a_{i}\geq 0}. Коэффициенты полинома обратной связи удовлетворяют неравенствам: {\displaystyle p-1\geq q_{i}\geq 0}.

Далее алгоритм работы следующей:
1. Путем запуска {\displaystyle p-}ичного РСЛОС получаем последовательность {\displaystyle (a_{0},a_{1},...,a_{p-1})}
2. Если {\displaystyle a_{0}=0}, тогда на выходе генератора ничего нет.
3. Если {\displaystyle a_{0}=1}, тогда на выходе {\displaystyle a_{1}}. И остальные символы в последовательности игнорируются.
4. По аналогии: если {\displaystyle a_{0}=i}, то генератор выдает {\displaystyle a_{i}}. Оставшиеся символы не учитываются.
5. Каждый элемент последовательности преобразуется в бинарный: {\displaystyle {\frac {2^{[log_{2}(p-1)]}-p-1}{2}}}. Если {\displaystyle p=0}, тогда этот элемент преобразуется в 1, в случае если предыдущий равен {\displaystyle p-1} или в {\displaystyle (d_{i-1}+1)} {\displaystyle mod} {\displaystyle p} в противном случае.
6. Вернуться к первому шагу.